# Шункуюш (комуна)
Шункуюш (рум. Șuncuiuș) — комуна у повіті Біхор в Румунії. До складу комуни входять такі села (дані про населення за 2002 рік):
- Белнака-Гроші (168 осіб)
- Белнака (1002 особи)
- Зече-Хотаре (498 осіб)
- Шункуюш (1831 особа) — адміністративний центр комуни

Комуна розташована на відстані 393 км на північний захід від Бухареста, 48 км на схід від Ораді, 83 км на захід від Клуж-Напоки.

## Населення
За даними перепису населення 2002 року у комуні проживали 3499 осіб.
Національний склад населення комуни:
| Національність   | Кількість осіб | Відсоток |
| ---------------- | -------------- | -------- |
| румуни           | 3206           | 91,6%    |
| цигани           | 179            | 5,1%     |
| угорці           | 103            | 2,9%     |
| росіяни-липовани | 8              | 0,2%     |
| словаки          | 2              | 0,1%     |
| німці            | 1              | < 0,1%   |

Рідною мовою назвали:
| Мова      | Кількість осіб | Відсоток |
| --------- | -------------- | -------- |
| румунська | 3347           | 95,7%    |
| циганська | 75             | 2,1%     |
| угорська  | 73             | 2,1%     |
| німецька  | 3              | 0,1%     |
| словацька | 1              | < 0,1%   |

Склад населення комуни за віросповіданням:
| Релігія                                       | Кількість осіб | Відсоток |
| --------------------------------------------- | -------------- | -------- |
| православні                                   | 2810           | 80,3%    |
| п'ятдесятники                                 | 452            | 12,9%    |
| баптисти                                      | 132            | 3,8%     |
| реформати                                     | 60             | 1,7%     |
| римо-католики                                 | 26             | 0,7%     |
| греко-католики                                | 8              | 0,2%     |
| старообрядці                                  | 6              | 0,2%     |
| лютерани (Синодально-пресвітеріанська церква) | 1              | < 0,1%   |
| не вказали релігію                            | 3              | 0,1%     |